# Fabryka Majoliki i Fajansu Delikatnego Richarda Maxa Krausego w Świdnicy
Fabryka Majoliki i Fajansu Delikatnego Richarda Maxa Krausego w Świdnicy (niem. Kunst-Terrakotta-Waren Fabrik R.M. Krause) – fabryka produkująca wyroby ceramiczne, działająca w latach 1882–1932 w Świdnicy.
Fabrykę założył w roku 1882 Richard Max Krause celem produkcji naczyń z terakoty. Na przełomie lat 80/90 XIX w., po uzyskaniu dostępu do kopalni glinki ceramicznej w Ujeździe, przedsiębiorstwo zaczęło specjalizować się w wytwórstwie przedmiotów, głównie dekoracyjnych, w mniejszej mierze typowo użytkowych, z majoliki oraz
fajansu delikatnego. Oprócz sprzedaży na rynku krajowym, produkcję eksportowano do innych krajów Europy, Australii, Ameryki Północnej i Południowej. Od 1902 r., w związku ze zgonem R. Krausego, fabrykę prowadzili jego spadkobiercy aż do Wielkiego kryzysu, w efekcie którego firma upadła w 1932.
Wyroby fabryki są w kolekcjach m.in. Muzeum Narodowego we Wrocławiu, Muzeum Dawnego Kupiectwa w Świdnicy i Muzeum Ceramiki w Bolesławcu.